# SDSS J122236.68+081204.8
SDSS J122236.68+081204.8 ist eine Galaxie im Sternbild Jungfrau auf der Ekliptik, die schätzungsweise 2,4 Milliarden Lichtjahre von der Milchstraße entfernt ist. Im selben Himmelsareal befinden sich u. a. die Galaxien NGC 4318, NGC 4356, IC 3271, IC 3273. 